# The Little Darling
The Little Darling é um filme mudo norte-americano de 1909 em curta-metragem, do gênero comédia, dirigido por D. W. Griffith. Cópia do filme encontra-se conservada na Biblioteca do Congresso dos Estados Unidos.